# Oxoeikonasoid
Oxoeikosanoidy jsou deriváty eikosanoidů vzniklé jejich oxidací. Například lipoxygenáza produkuje eikonasoid 5-HETE z kyseliny arachidonové; dehydrogenáza pak z 5-HETE produkuje oxoeikonasoid kyselinu 5-oxo-eikosatetraenovou.
Funkcí jsou podobné leukotrienům  ale aktivují jiné receptory.